# Exanthem

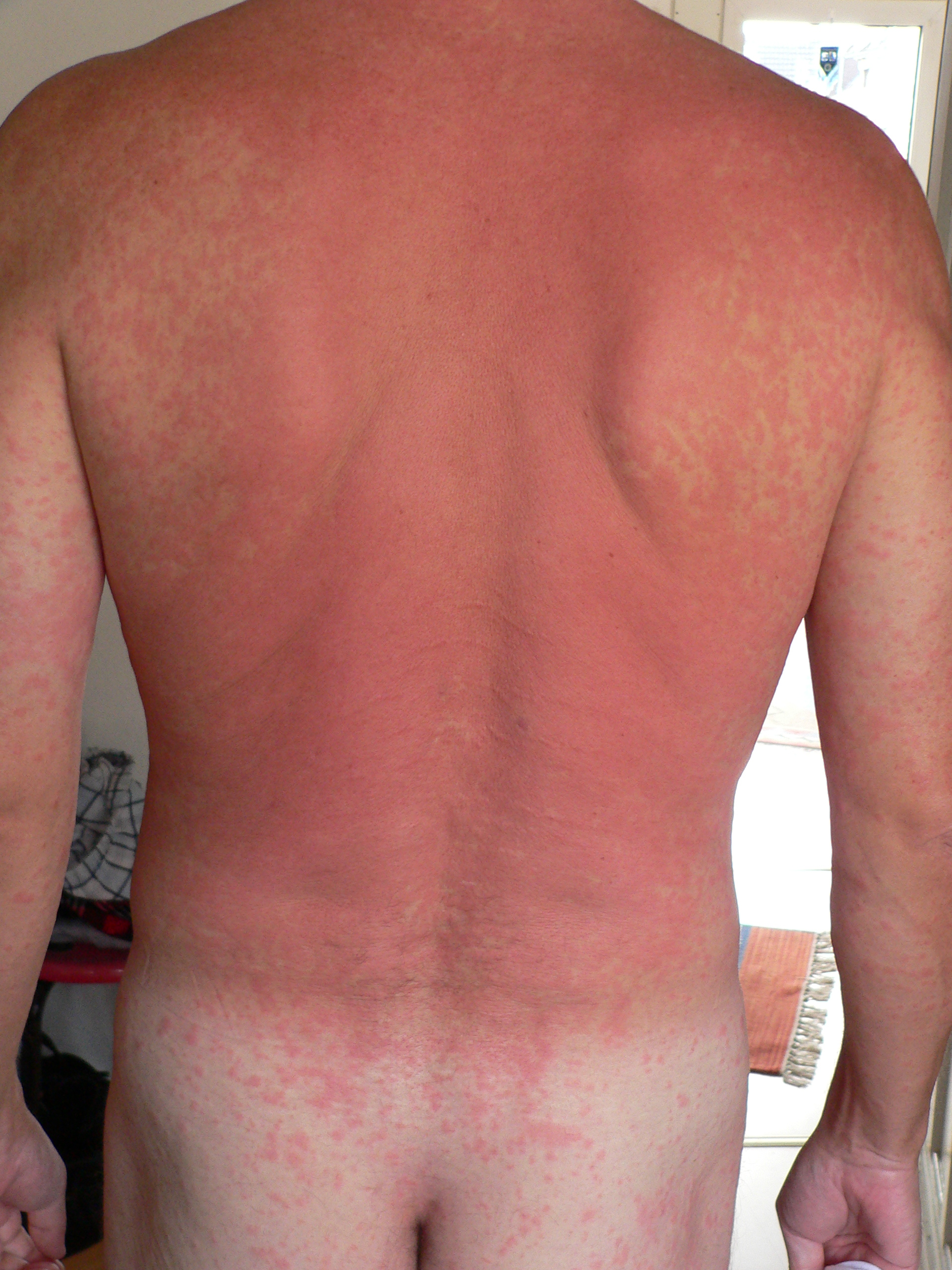
Allergischer Hautausschlag

Ein Exanthem (von griechisch exantheo, ‚ich blühe auf‘; ἄνθος anthos, ‚Blume‘) ist ein akut auftretender Hautausschlag. Er tritt häufig bei infektiösen Allgemeinerkrankungen wie Masern, Röteln, Windpocken, Scharlach, Typhus, Hand-Fuß-Mund-Krankheit auf. Ein Exanthem kann auch die Folge einer Arzneimittelunverträglichkeit (Arzneimittelexanthem) oder Symptom einer allergischen Reaktion sein. Zudem ist ein Exanthem ein Hauptsymptom der Syphilis im Sekundärstadium und ein Symptom des Morbus Still, einer juvenilen Form der Rheumatoiden Arthritis. Ebenfalls kann ein Vitamin-B2-Mangel zu einem Exanthem führen.

## Geschichte
Hautausschläge wurden bereits im Altertum und im Mittelalter beschrieben. Eine historische Klassifikation der Krankheiten mit Hautausschlag, die v. a. in der Kindheit auftreten, bestand in einer Nummerierung der als abgrenzbar erkannten Kinderkrankheiten und entwickelte sich bis etwa um 1910 mit der Definition der sechsten Krankheit. Sie ist nur noch selten für die fünfte (Ringelröteln) und sechste Krankheit (Drei-Tage-Fieber) gebräuchlich.

### Erste Krankheit: Masern
Masern wurden von anderen Krankheiten etwa ab dem 10. Jahrhundert abgegrenzt, wobei die Unterscheidung von Typhus und Scharlach erst ab dem 15. Jahrhundert erfolgte. Eine erste genauere Beschreibung erfolgte 1641 von Dönert.

### Zweite Krankheit: Scharlach
Scharlach wurde erstmals 1553 von Masern unterschieden.

### Dritte Krankheit: Röteln
Röteln wurden erstmals als eigene Krankheit auf dem Medizinischen Kongress 1881 anerkannt.

### Vierte Krankheit: Filatows oder Dukes Krankheit
Dieses Krankheitsbild wurde von Nil Fjodorowitsch Filatow (1847–1902) 1885 und Clement Dukes (1845–1925), der es als Vierte Krankheit bezeichnete, 1900 beschrieben. Diese scharlachähnliche Krankheit (genannt auch Filatow-Dukessche Krankheit und gemäß Filatow seit 1896 Rubeola scarlatinosa) wird nicht mehr als eigene Entität angesehen, sondern man nimmt an, dass es sich bei den beschriebenen Verlaufsformen entweder um atypisch verlaufende Scharlach- oder Röteln-Infektionen handelte, oder um das Staphylococcal scalded skin syndrome. 
Bereits um 1960 sah man es als wahrscheinlich an, dass es sich bei der Vierten Krankheit um leichte Scharlachfälle, zum Teil um Röteln mit scarlatiniformem Exanthem, seltener um Exantheme anderer Ursache handele.

### Fünfte Krankheit: Ringelröteln
Diese Krankheit wurde ab etwa 1905 als eigenständiges Krankheitsbild so bezeichnet, der heutige Name ist Ringelröteln.

### Sechste Krankheit: Drei-Tage-Fieber
Diese Form wurde 1910 von Zahorsky beschrieben und wird als Drei-Tage-Fieber bezeichnet.